# Junior Kabananga
Junior Kabananga Kalonji (ur. 4 kwietnia 1989 w Kinszasie) – kongijski piłkarz grający na pozycji napastnika. Od 2015 jest zawodnikiem klubu FK Astana.

## Kariera klubowa
Swoją karierę piłkarską Kabananga rozpoczął w klubie FC MK Etanchéité. W 2009 roku zadebiutował w nim w pierwszej lidze. W 2010 roku został zawodnikiem Anderlechtu. 17 października 2010 zadebiutował w nim w pierwszej lidze belgijskiej w przegranym 0:1 wyjazdowym meczu z Cercle Brugge. Jeszcze w trakcie sezonu 2010/2011 został wypożyczony do Germinalu Beerschot, w którym swój debiut zaliczył 30 kwietnia 2011 w przegranym 0:1 wyjazdowym meczu z SV Zulte Waregem. W sezonie 2011/2012 ponownie był piłkarzem Anderlechtu, ale nie wystąpił w nim w żadnym spotkaniu ligowym.
Latem 2012 Kabananga został wypożyczony do drugoligowego KSV Roeselare. Zadebiutował w nim 15 września 2012 w wygranym 2:1 domowym spotkaniu z KSK Heist. W Roeselare spędził rok.
W 2013 roku Kabananga odszedł na zasadzie wolnego transferu do Cercle Brugge. Swój debiut w Cercle zanotował 27 lipca 2013 w zremisowanym 1:1 wyjazdowym meczu z RAEC Mons. W Cercle grał przez dwa lata.
W 2015 roku Kabananga przeszedł do kazachskiego FK Astana. Swój debiut w nim zaliczył 28 czerwca 2015 w przegranym 0:2 wyjazdowym spotkaniu z Kajratem Ałmaty. W 2016 roku grał na wypożyczeniu w tureckim Karabüksporze, po czym wrócił do Astany.
| Sezon   | Klub                 | Kraj                          | Rozgrywki     | Mecze | Bramki |
| ------- | -------------------- | ----------------------------- | ------------- | ----- | ------ |
| 2009    | FC MK Etanchéité     | Demokratyczna Republika Konga | Linafoot      | ?     | ?      |
| 2010    | FC MK Etanchéité     | Demokratyczna Republika Konga | Linafoot      | ?     | ?      |
| 2010/11 | RSC Anderlecht       | Belgia                        | Eerste klasse | 5     | 1      |
| 2010/11 | Germinal Beerschot   | Belgia                        | Eerste klasse | 3     | 0      |
| 2011/12 | RSC Anderlecht       | Belgia                        | Eerste klasse | 0     | 0      |
| 2012/13 | KSV Roeselare        | Belgia                        | Tweede klasse | 29    | 5      |
| 2013/14 | Cercle Brugge        | Belgia                        | Eerste klasse | 34    | 5      |
| 2014/15 | Cercle Brugge        | Belgia                        | Eerste klasse | 30    | 7      |
| 2015    | FK Astana            | Kazachstan                    | Priemjer-Liga | 13    | 5      |
| 2015/16 | Kardemir Karabükspor | Turcja                        | 1. Lig        | 7     | 2      |
| 2016    | FK Astana            | Kazachstan                    | Priemjer-Liga | 13    | 5      |
| 2017    | FK Astana            | Kazachstan                    | Priemjer-Liga | 31    | 19     |

## Kariera reprezentacyjna
W reprezentacji Demokratycznej Republiki Konga Kabananga zadebiutował 15 października 2014 w wygranym 4:3 meczu eliminacji do PNA 2015 z Wybrzeżem Kości Słoniowej, rozegranym w Antalyi. W styczniu 2015 został powołany do kadry na ten turniej. Wystąpił na nim czterokrotnie, w meczach: z Zambią (1:1), z Tunezją (1:1), półfinale z Wybrzeżem Kości Słoniowej (1:3) i o 3. miejsce z Gwineą Równikową (0:0, k. 4:2).